# Cratere Taytay
Taytay  è un cratere sulla superficie di Marte.